# Ковальчук Андрій Романович
Андрій Романович Ковальчук — старший лейтенант Збройних Сил України, учасник російсько-української війни, що загинув у ході російського вторгнення в Україну в 2022 році.

## Життєпис
Андрій Ковальчук народився 1981 року в Лозівському районі на Харківщині. Проходив службу в Національній поліції України. З березня 2016 року воював на Донбасі під час війни на сході України. З початком повномасштабного російського вторгнення в Україну перебував на передовій в складі 24-ї окремої механізованої бригади оперативного командування «Захід». Про загибель стало відомо 21 березня 2022 року. Прощальна панахида із загиблим офіцером проходила 22 березня 2022 року на центральній площі Первомайська Харківської області біля ПК «Хімік». В місті цього дня було оголошено жалобу.

## Родина
У загиблого залишилася дружина та діти: син (випускник школи) й донька, яка навчається у початковій школі.

## Нагороди
- Орден Богдана Хмельницького III ступеня (2022, посмертно) — за особисту мужність і самовіддані дії, виявлені у захисті державного суверенітету та територіальної цілісності України, вірність військовій присязі[3].